# Sapporo Dome
Sapporo Dome är en sportanläggning i Sapporo i Japan, invigd 2001. Sapporo Dome är hemmaarena för Hokkaido Consadole Sapporo i fotboll och var tidigare hemmaarena för Hokkaido Nippon-Ham Fighters i baseboll, innan den klubben 2023 flyttade till Es Con Field Hokkaido.
I Sapporo Dome spelades matcher vid VM i fotboll 2002. Vid Världsmästerskapen i nordisk skidsport 2007 avgjordes herrarnas och damernas individuella sprinttävlingar här. Loppet startade inomhus, gick sedan ut i friska luften, och sedan återigen in före målgången.